# 万秀区
万秀区（まんしゅう-く）は中華人民共和国広西チワン族自治区梧州市に位置する市轄区。

## 行政区画
- 街道:角嘴街道、東興街道、富民街道、城南街道、城北街道
- 鎮:城東鎮、竜湖鎮、夏郢鎮